# Autopista VAS (Vía Alterna del Sur)
La Vía Alterna del Sur o Autopista VAS, también conocida simplemente como VAS es una autopista con un sistema de peaje de doble calzada y sentido que conecta varias ciudades en la zona sur del Área Metropolitana de Guatemala, siendo estas: Ciudad de Guatemala, San Miguel Petapa, Villa Canales y Villa Nueva.

## Tramos

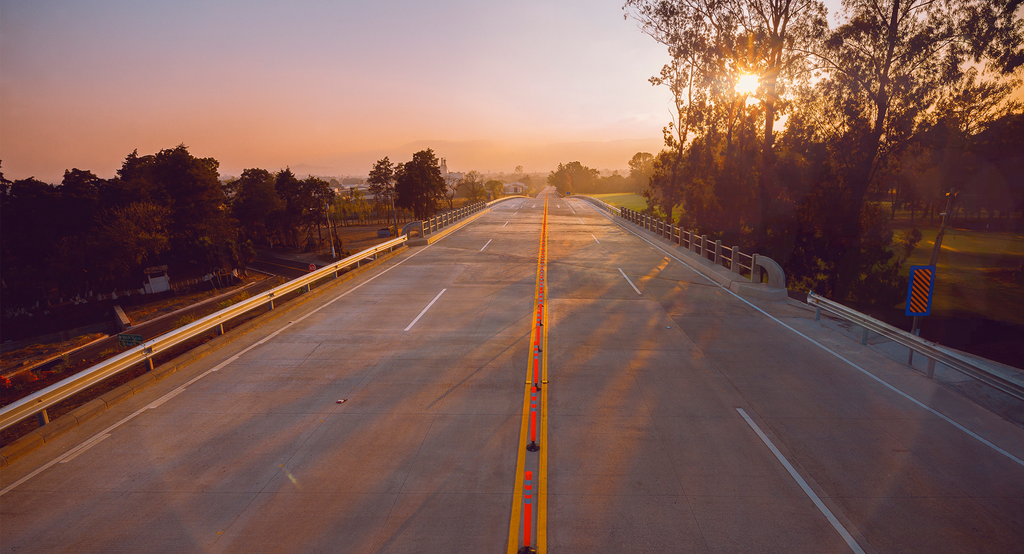
Tramo SB2 a su paso por Villa Nueva.

La autopista se divide en tres tramos (SB1 + SB2 + SB3). El primer tramo que se habilitó fue el "SB2" que tiene comienzo en el kilómetro 22 sobre la CA-9 Sur (carretera al pacífico) zona 10 de Villa Nueva. En el kilómetro 20.8 se ubica la primera plaza de peaje "Plaza Delta" con salida a Linda Vista (zona 10 de Villa Nueva), en el kilómetro 17 se ubica la segunda plaza de peaje "Plaza Mayan Golf" con salida a carretera RD GUA-41 (zona 4 de Villa Nueva), en el kilómetro 11.8 se ubica la tercera plaza de peaje "Plaza Santa Inés" con salida a la carretera RD-GUA-2 (zona 3 de San Miguel Petapa), este primer tramo finaliza sobre la carretera RD GUA-1 (Morán, Villa Canales).
El segundo tramo habilitado "SB1" tiene comienzo sobre la 42 calle y Calzada Atanasio Tzul en la zona 12 de la Ciudad de Guatemala, cuenta con una plaza de peaje "Plaza VAS Norte" a un costado de la colonia Justo Rufino barrios al final de la zona 21, este segundo tramo finaliza sobre la carretera RD GUA-1 al final de Boca del Monte en el sector de Los Álamos entre San Miguel Petapa y Villa Canales.
El tercer tramo "SB3" tiene comienzo en el kilómetro 24 de la carretera CA-1 Oriente (Carretera a El Salvador), cuenta con una plaza de peaje y conexión con el tramo SB2 sobre el kilómetro 19.5 en Villa Canales.
Todos los tramos de la Autopista VAS cuentan con bahías te atención de emergencia y 3 rampas de frenado en total, el pago por circular en la autopista se puede realizar en efectivo o tarjeta, además del sistema de acceso automático mediante el dispositivo VAS+. El costo por uso dependerá del tramo a utilizar, tamaño de vehículo y forma de pago (efectivo, tarjeta o dispositivo VAS+), los precios van desde los Q6 hasta los Q20 por trayecto (vehículo liviano/efectivo o tarjeta).

### Acceso y garitas de peaje

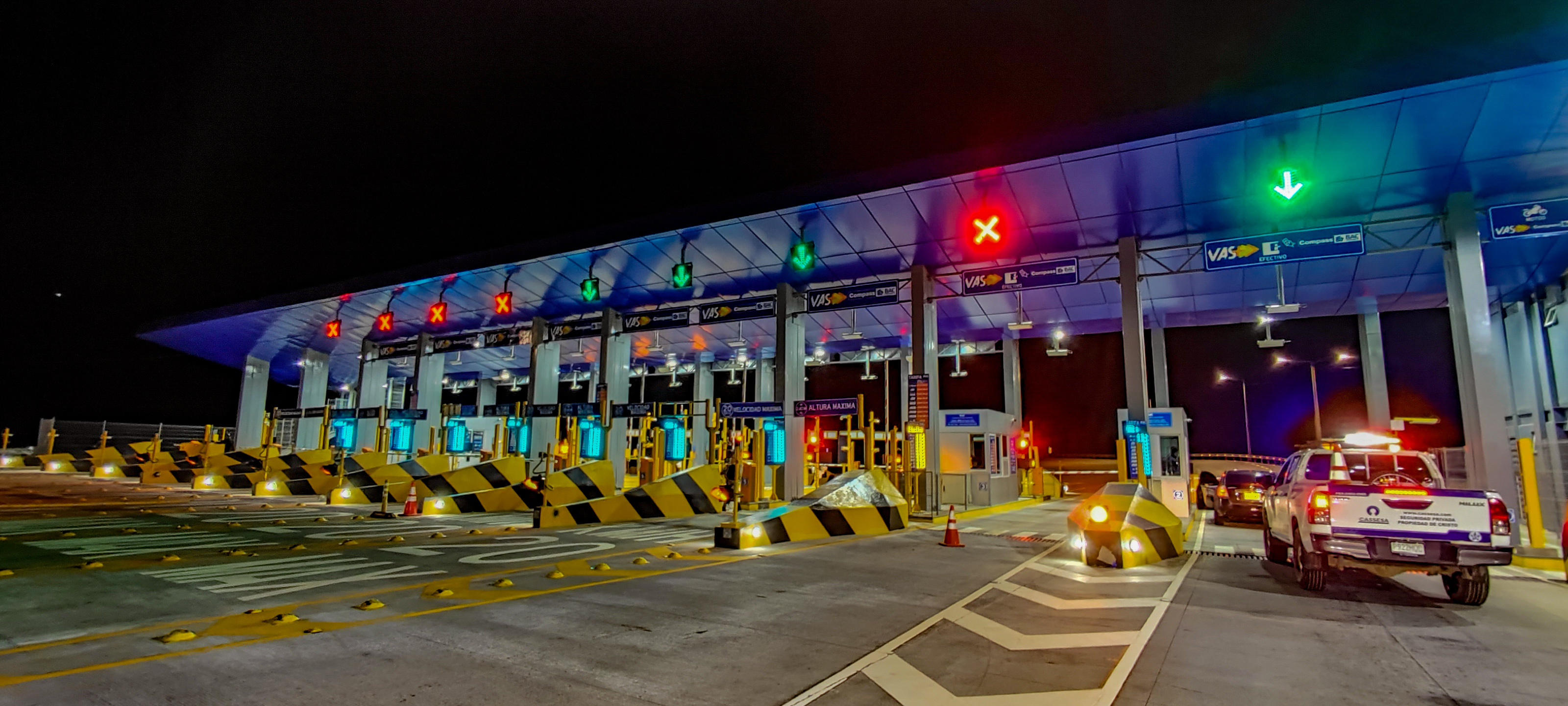
Garita de Peaje "Plaza VAS Norte" en el ingreso a la Ciudad de Guatemala.

Se puede ingresar a la Autopista por las siguientes rutas:
- Autopista CA-9 Sur paso a desnivel en Naciones Unidas zona 10 de Villa Nueva.
- Mayan Golf Club zona 4 de Villa Nueva.
- De Ave. Petapa hacia El Frutal zona 5 de Villa Nueva (futuro acceso por El Carmen).
- Santa Inés Petapa.
- De la Avenida Hincapié zona 13 de Guatemala a Boca del Monte.
- De Carretera Panamericana kilómetro 24.
- Calzada Atanazio Tzul, zona 12 de la Ciudad de Guatemala.
- Alamedas San Miguel Petapa.

Garitas de ingreso:
- Plaza Delta Villa Nueva.
- Plaza Mayan Golf Villa Nueva.
- Plaza San Miguel en Petapa.
- Plaza VAS Norte Ciudad de Guatemala.
- Plaza Carretera a El Salvador.